# 蔣翊
蔣詡（?—?），又作蔣翊，字元卿，京兆杜陵縣人，西汉兗州刺史，王莽专权時不仕。

## 生平
汉哀帝時，蔣詡为兗州刺史，以廉直著称。王莽居攝時，蔣詡称病免官，回歸杜陵。蔣詡在家外开三径，只与故人交游，后世将“三径”与隐逸相连。居攝二年（公元7年），蔣詡与楊震、龔舍、龔勝被朝廷徵召，但终不仕。

## 逸事
蔣詡的後母讨厌他，等蔣詡睡着的时候，拿起斧子想要砍他，正好当时蔣詡去上廁所。

## 家族
蔣姓出于姬姓，周时有蒋国，后被楚所灭。蒋氏分为诸系，义兴蒋氏从蒋诩开始确可考。

### 祖父
- 蒋满，西汉上党太守，淮阳宪王相，与子蒋万并剖符[9][10]

### 父
- 蒋万，蒋满长子，弘农太守

### 叔父
- 蒋辅，蒋满次子，安定太守

### 子
- 蒋助，会稽太守

### 孙
- 蒋晃，司徒

### 曾孙
- 蒋横，據明朝《萬姓統譜》，汉光武帝时因攻赤眉而封逡遒侯，坐谮死，诸子南徙[11]。

### 玄孙
- 蒋颖，字仲远
- 蒋郑，字文源
- 蒋川，字茲明
- 蒋耀，字正礼
- 蒋渐，字兴嗣
- 蒋巡，字淑明
- 蒋稔，字孝方
- 蒋默，字秀芳，谏大夫，与蒋澄并为义兴蒋氏始祖
- 蒋澄，字少明